# Tour Eria
La tour Eria est un gratte-ciel de bureaux, de commerces et autres activités situé dans le quartier d'affaires de La Défense près de Paris, en France (précisément à Puteaux). Construite en 2021, elle prend la suite de la tour Arago détruite en 2017.
Elle est notamment destinée à accueillir en septembre 2021 le Campus cyber décidé par le président de la République Emmanuel Macron et des activités de formation en cybersécurité.